# 209883 Jasonhofgartner
209883 Jasonhofgartner è un asteroide della fascia principale. Scoperto nel 2005, presenta un'orbita caratterizzata da un semiasse maggiore pari a 2,890710 UA e da un'eccentricità di 0,057544, inclinata di 1,953802° rispetto all'eclittica.